# Brygos
Brygos war ein griechischer Töpfer und ca. 490–470 v. Chr. in Athen tätig.

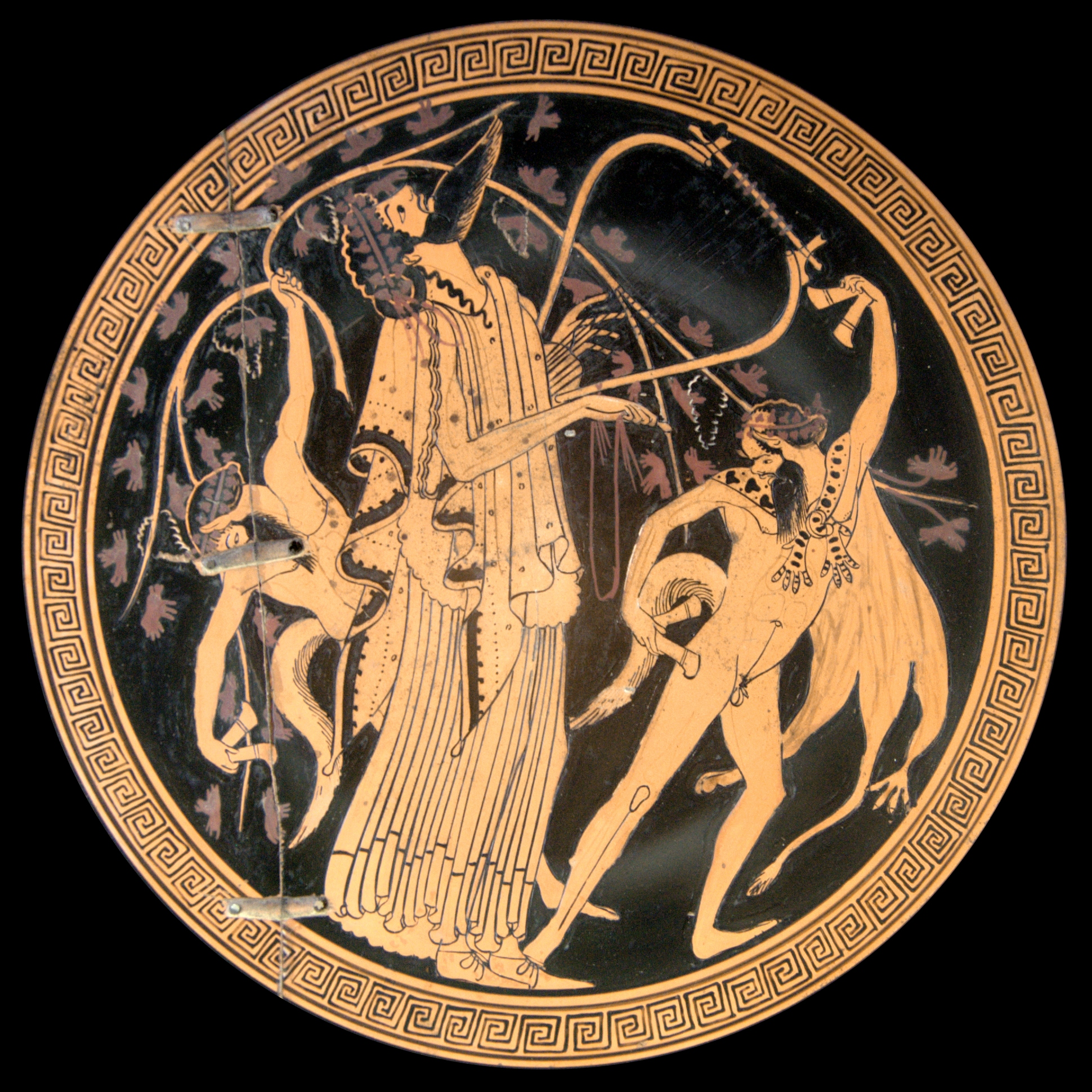
Paris, Cabinet des Médailles: Dionysos und Satyre auf einer vom Brygos-Maler bemalten Vase; um 480 v. Chr.

Brygos war als erstklassiger Schalentöpfer bekannt und es sind über 200 Tonwaren, vorwiegend Schalen, von ihm erhalten.
In der Töpferwerkstatt des Brygos arbeitete ein bekannter Vasenmaler, der nach der Werkstatt als Brygos-Maler bezeichnet wird. Er gehört zur Gruppe der bedeutendsten attischen Vasenmaler des rotfigurigen Stils. 
Bekannte Werke:
- Iliupersis-Schale (Paris, Louvre)
- Mänade mit Schlange, Raubtier und Efeu als Innenbild einer weißgrundigen Trinkschale (München, Antikensammlungen)